# Campionato italiano 2012-2013 (hockey su pista femminile)
Il Campionato italiano 2012-2013 è stata la 20ª edizione del campionato italiano femminile di hockey su pista. Esso è stato organizzato dalla Federazione Italiana Hockey e Pattinaggio. La competizione è iniziata l'8 dicembre e si è conclusa il 9 dicembre 2012.
Il torneo fu vinto dal Bassano per la 1ª volta nella sua storia.

## Squadre partecipanti
| Club             | Stagione | Città                   | Impianto        | Stagione precedente |
| ---------------- | -------- | ----------------------- | --------------- | ------------------- |
| Amatori Breganze | dettagli | Breganze (VI)           | PalaFerrarin    | n.d.                |
| Bassano          | dettagli | Bassano del Grappa (VI) | PalaSind        | n.d.                |
| CRESH Eboli      | dettagli | Eboli (SA)              | PalaDirceu      | n.d.                |
| Matera           | dettagli | Matera                  | Sportintenda    | n.d.                |
| Roller Lodi      | dettagli | Lodi                    | PalaCastellotti | n.d.                |
| SPV Viareggio    | dettagli | Viareggio (LU)          | PalaBarsacchi   | n.d.                |

## Prima fase

### Girone 1
|                 | 1ª giornata               |       |
| --------------- | ------------------------- | ----- |
| 8 dicembre 2012 | Amatori Breganze – Matera | 0 – 9 |

|                 | 2ª giornata                      |        |
| --------------- | -------------------------------- | ------ |
| 8 dicembre 2012 | SPV Viareggio - Amatori Breganze | 10 – 0 |

|                 | 3ª giornata            |       |
| --------------- | ---------------------- | ----- |
| 8 dicembre 2012 | Matera - SPV Viareggio | 3 – 3 |

|  | Pos. | Squadra          | Pt | G | V | N | P | GF | GS | DR  |
|  | ---- | ---------------- | -- | - | - | - | - | -- | -- | --- |
|  | 1.   | SPV Viareggio    | 4  | 2 | 1 | 1 | 0 | 13 | 3  | +10 |
|  | 2.   | Matera           | 4  | 2 | 1 | 1 | 0 | 12 | 3  | +9  |
|  | 3.   | Amatori Breganze | 0  | 0 | 0 | 0 | 2 | 0  | 19 | -19 |

### Girone 2
|                 | 1ª giornata           |        |
| --------------- | --------------------- | ------ |
| 8 dicembre 2012 | Bassano – Roller Lodi | 21 – 0 |

|                 | 2ª giornata           |       |
| --------------- | --------------------- | ----- |
| 8 dicembre 2012 | CRESH Eboli - Bassano | 0 – 8 |

|                 | 3ª giornata               |       |
| --------------- | ------------------------- | ----- |
| 8 dicembre 2012 | Roller Lodi - CRESH Eboli | ? – ? |

|  | Pos. | Squadra     | Pt | G | V | N | P | GF | GS | DR  |
|  | ---- | ----------- | -- | - | - | - | - | -- | -- | --- |
|  | 1.   | Bassano     | 6  | 2 | 2 | 0 | 0 | 29 | 0  | +29 |
|  | 2.   | CRESH Eboli | 0  | 2 | 0 | 0 | 1 | 0  | 8  | -8  |
|  | 3.   | Roller Lodi | 0  | 2 | 0 | 0 | 1 | 0  | 21 | -21 |

## Fase finale

### Finale 5º-6º posto
| Sandrigo 9 dicembre 2012 | Amatori Breganze | 4 – 2 | Roller Lodi | Palasport di Sandrigo |

### Finale 3º-4º posto
| Sandrigo 9 dicembre 2012 | Matera | 5 – 0 | CRESH Eboli | Palasport di Sandrigo |

### Finale 1º-2º posto
| Sandrigo 9 dicembre 2012 | SPV Viareggio | 4 – 7 | Bassano | Palasport di Sandrigo |

## Verdetti
| Verdetto                    | Club                |
| --------------------------- | ------------------- |
| Campione d'Italia 2012-2013 | Bassano (1º titolo) |